# 사체트 엔지니어
사체트 엔지니어(Sachet Engineer, 1995년 5월 15일 ~ )는 인도의 배우이다.

## 출연 작품
- 지상의 별처럼(2007) - 요한 아와스티 역
- 카타 메타 (2010) - 린구스와미 역